# 鄭永浩
鄭 永浩（チョン・ヨンホ、朝鮮語: 정영호、1948年3月30日 - ）は、朝鮮民主主義人民共和国の教員、作詞家、詩人。
『10月です』の作詞で知られている（作曲は李鍾旿）。

## 経歴
平安北道義州郡出身。スナン高級中学校卒。機械工場で労働者として従事しつつ、叙事詩を多く発表した。沙里院師範大学語文学部卒業後、ピョンソン高等機械専門学校で教員を務め、1973年に金日成総合大学作家養成班に入学した。1974年以降詩人として活動している。1995年に制作された『10月です』において作詞をしたことより朝鮮労働党の創建50周年に際して行われた文学祝典において記念文学祝典賞を受けた。